# Mitchel Musso
Mitchel Tate Musso (Garland (Texas), 9 juli 1991) is een Amerikaans acteur en zanger. Hij is de broer van de musicus Mason Musso van de popgroep "Metrostation".
Musso begon met acteren in 2002 en had onder andere een bijrol in Secondhand Lions (2003). Hij werd bekend bij Disney Channel. Zo was hij in 2005 te zien in de Disney Channel Original Movie Life Is Ruff. Hij kreeg in 2006 een rol in de Disney Channel-serie Hannah Montana, gevolgd door een rol als stemacteur in Phineas and Ferb. Vanaf 2010 was hij ook te zien in de Disney-sitcom Pair of Kings.
In de tienerserie Hannah Montana en de film Snow Buddies zingt hij ook. In april 2009 is de film Hannah Montana the Movie in première gegaan, waarin Musso ook een rol speelt. In 2006 sprak hij zijn stem in voor de tekenfilm Monster House.
Hij heeft ook het lied If I Didn't Have You opgenomen met Emily Osment. Zijn album kwam op 2 juni 2009 uit.
Musso werd half oktober 2011 gearresteerd voor openbare dronkenschap tijdens het rijden. Vanaf dat moment werd duidelijk dat hij niet meer werkt voor Disney Channel. In Pair of Kings werd hij vervangen door Adam Hicks. Zijn show PrankStars werd in de Verenigde Staten niet meer uitgezonden, wel nog in het Verenigd Koninkrijk. Hij verleende nog tot 2014 zijn medewerking aan Phineas and Ferb.

## Filmografie
| Jaar | Film                      | Rol           | Opmerkingen |
| ---- | ------------------------- | ------------- | ----------- |
| 2002 | Am I cursed ?             | Richie        |             |
| 2002 | The Key Man               | Cub Scout     |             |
| 2003 | Secondhand Lions          | Boy           |             |
| 2005 | Life Is Ruff              | Raymond Figg  |             |
| 2006 | Monster House             | Dj            | Stem        |
| 2009 | Hannah Montana: The Movie | Oliver Oken   |             |
| 2009 | Hatching Pete             | Cleatus Poole |             |

| Jaar      | Serie            | Rol                            | Opmerkingen                             |
| --------- | ---------------- | ------------------------------ | --------------------------------------- |
| 2004      | Oliver Beene     | One Nud                        | 1 aflevering                            |
| 2005      | Life Is Ruff     | Raymond Figg                   | televisiefilm                           |
| 2006-2011 | Hannah Montana   | Oliver Oken/ Mike Standley III | Hoofdrol seizoen 1-3; Bijrol seizoen 4  |
| 2007-2014 | Phineas and Ferb | Jeremy Johnson                 | Stem                                    |
| 2010-2013 | Pair of Kings    | Brady Parker                   | Hoofdrol                                |
| 2011      | So Random!       | Zichzelf                       | "Mitchel Musso" seizoen 1, aflevering 4 |
| 2011-2012 | PrankStars       | Zichzelf                       | Presentator                             |

- Biblioteca Nacional de España: XX4823159
- Bibliothèque nationale de France: cb15120229q (data)
- Gemeinsame Normdatei: 139302964
- International Standard Name Identifier: 0000 0001 1735 9632
- Library of Congress Control Number: no2007041427
- MusicBrainz: 5fa27bba-a086-4363-a6a7-ff1b3be6cc7e
- Virtual International Authority File: 309312
- WorldCat: E39PBJpJh83DXKrYQ3YQ4TxxDq